# الكنيسة الأسقفية الأمريكية

شعار الكنيسة.

الكنيسة الأسقفية (بالإنجليزية: Episcopal Church)‏ يطلق عليها أحياناً الكنيسة الأسقفية البروتستانتية وأيضاً الكنيسة الأسقفية الأمريكية هي كنيسة بروتستانتية وطائفة أنجليكانية رئيسية في الولايات المتحدة تعتبر من أكبر الطوائف البروتستانتية في أمريكا الشمالية حيث عدد معتنقيها 2,125,012 أمريكي. ورغم أنها كنيسة أمريكية بروتستانتية إلا أنها تنتشر في هندوراس وتايوان وفنزويلا وهايتي وجمهورية الدومنيكان وكولومبيا والجزر العذراء البريطانية والإكوادور كطائفة بروتستانتية. مقر الكنيسة في نيويورك وهي تمثل الأنجليكانية في الولايات المتحدة.
تاريخياً، لعب أعضاء الكنيسة الأسقفية أدوارًا قيادية في العديد من جوانب الحياة الأمريكية، بما في ذلك السياسة والأعمال والعلوم والفنون والتعليم. كان حوالي ثلاثة أرباع الموقعين على إعلان الاستقلال الأمريكي ينتمون إلى الكنيسة الأسقفية، كما وكان أكثر من رُبع رؤساء الولايات المتحدة من أعضاء الكنيسة الأسقفية. كما أن عدد من العائلات الأمريكية الأكثر ثراءً، مثل نخبة بوسطن والمال القديم، من أعضاء الكنيسة الأسقفيَّة. ويُعتبر أتباع الكنيسة الأسقفية من الطوائف الدينية الأكثر تعلمًا وثراءً في الولايات المتحدة، في أواخر القرن التاسع عشر وأوائل القرن العشرين، كان العديد من أعضاء الكنيسة الأسقفية نشيطين في حركة الإنجيل الاجتماعي. وتُعتبر الكنيسة أول كنيسة بروتستانتية تعين امرأة في منصب مطران كنيسة. اشتهرت الكنيسة بمباركة زواج المثليين ومعارضة العبودية وعقوبة الإعدام وتأييد الحقوق المدنية وتعتبر أول كنيسة أمريكية تبارك زواج قساوسة وسبب هذا حدوث جدل في الكنائس الأنجليكانية في العالم.

## التاريخ

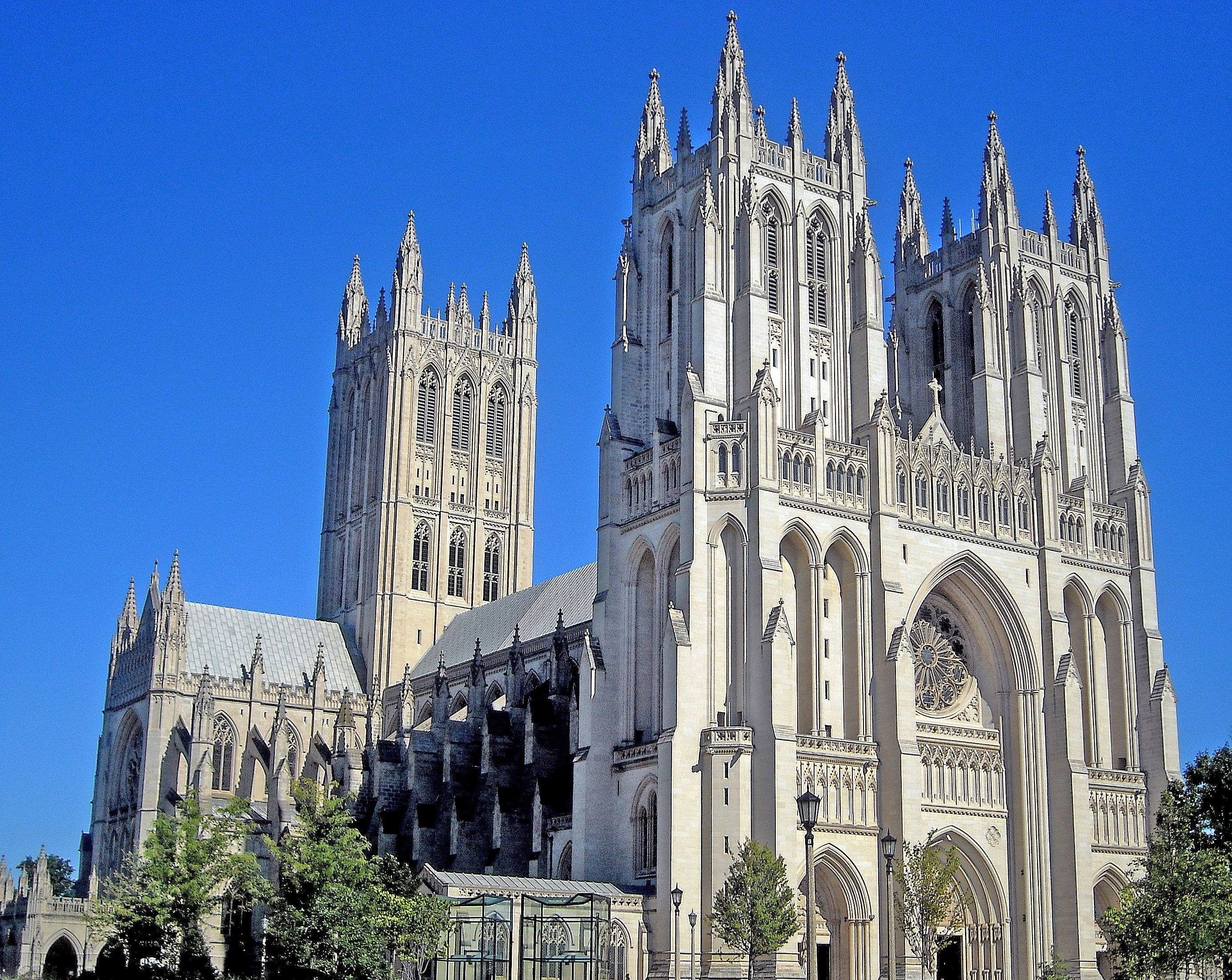
كاتدرائية واشنطن الوطنية التابعة إلى الكنيسة الأسقفية الأمريكية.

تعود جذور كنيسة في فترة الثورة الأمريكية فقد انشئت بعد استقلال الولايات المتحدة من بريطانيا عام 1783. رغم إنها انفصلت عن كنيسة إنجتلرا إلا أنها ظلت تتمسك بالإيمان الأنجليكاني وحافظت على الأنجليكيين في أمريكا. واعتبرت نفسها كنيسة بروتستانتية وأصبحت فيما بعد عضواً في الكنائس الأنجليكانية وأصبحت أكبر الكنائس وأكثرها انتشاراً، وأصبح لكل ولاية أمريكية أسقف وكل اسقف ولاية يزعم الكنائس الموجودة في مقاطعات الولاية. تاريخ كنيسة الأسقفية طويل وعرفت بأنها من أقدم الكنائس وأشهرها في تاريخ الولايات المتحدة كما أن الآباء المؤسسون للولايات المتحدة كان أغلبهم من أبناء الكنيسة الأسقفية مثل جورج واشنطن وبنجامين فرانكلين وغيرهم. واشتهرت بكثرة رؤساء الأمريكيين ومشاهير المؤمنين بها، كما اشتهرت بكثرة العلمانيين والليبراليين وقلة محافظين منهم.

## التأثير

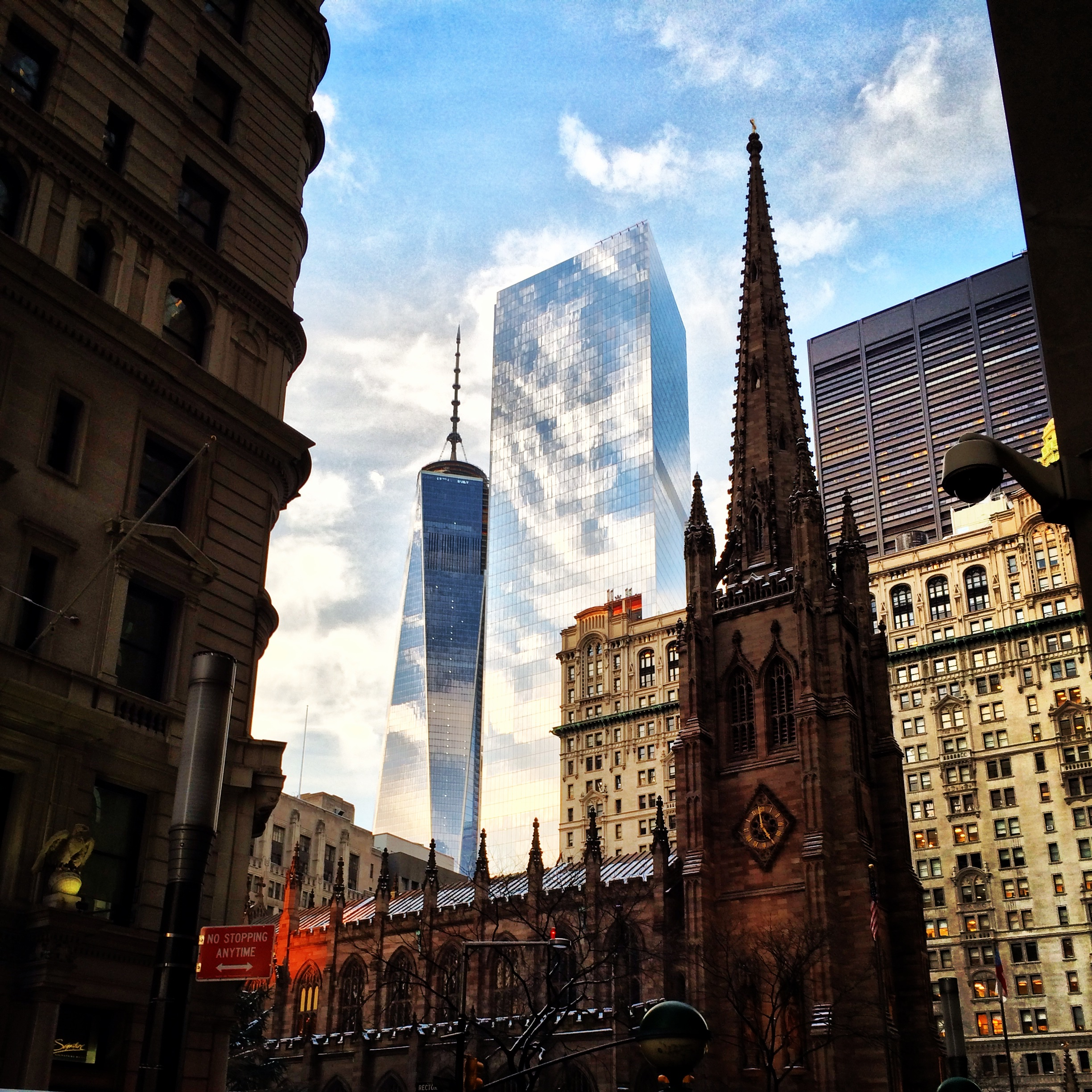
كنيسة ترينيتي في مانهاتن، مدينة نيو يورك.

في القرن العشرين، كان أتباع الكنيسة الأسقفية يُميلون إلى أن يكونوا أكثر ثراءً وأكثر تعليماً (نسبة الحاصلين على درجات جامعية ودراسات عليا بالنسبة للفرد) بالمقارنة مع معظم الجماعات الدينية الأخرى في الولايات المتحدة، ونفوذ كبير في عالم الإقتصاد والسياسية حيث أنّ نسبهم تفوق نسبتهم السكانيّة وبشكل غير متناسب بين رجال الأعمال الأميركيين وفي الروافد العليا للأعمال الأمريكية، وفي القانون والسياسة، وخاصًة في الحزب الجمهوري. تم تأسيس العديد من أقدم المؤسسات التعليمية في البلاد، مثل جامعة بنسلفانيا وجامعة كولومبيا، من قبل رجال دين أسقفيين أو مرتبطين بالكنيسة الأسقفية. وفقًا لمركز بيو للأبحاث، فإن الكنيسة الأسقفية «غالبًا ما يُنظر إليها على أنها المؤسسة الدينية الأكثر ارتباطًا بالمؤسسة الحاكمة الأمريكية، وقد أنتجت العديد من أهم قادة الأمة في عالم السياسة والأعمال». حوالي رُبع رؤساء الولايات المتحدة (11) كانوا أعضاء في الكنيسة الأسقفية.
تاريخيًا، كان الأسقفيون ممثلين بشكل زائد بين النخبة العلمية الأمريكية والفائزين بجائزة نوبل. وفقًا لكتاب النخبة العلمية: الحائزون على جائزة نوبل في الولايات المتحدة هارييت زوكرمان، بين عام 1901 وعام 1972، كان 72% من الحائزين على جائزة نوبل الأمريكيين من خلفية بروتستانتية، معظمهم من خلفية أسقفية أو مشيخية أو لوثرية.
كان أعضاء براهمن بوسطن أو نخبة بوسطن، والذي يُنظر إليهم على أنهم أهم النخب الاجتماعية والثقافية في الولايات المتحدة، مرتبطين غالبًا بالطبقة العليا الأمريكية، وجامعة هارفارد، والكنيسة الأسقفية. وكان أعضاء طبقة المال القديم في الولايات المتحدة مرتبطين بشكل نموذجي بوضع «البروتستانت البيض الأنجلو ساكسون»، وكانوا أعضاء في الكنيسة الأسقفية والمشيخية بالدرجة الأولى. خلصت دراسة أجرتها مجلة فورتشن في عقد 1970 أنّ واحد من كل خمسة أكبر الشركات في الولايات المتحدة تُدار من قبل الأسقفيين. وأنَّ واحدة من ثلاثة أكبر وأقوى البنوك في البلاد، يرأسُها أسقفيين. تاريخيًا إنتمت العديد من العائلات الأمريكية الأكثر ثراءاً مثل آل آستور، وآل فاندربيلت، وآل مورجان، وآل فورد، وآل روزفلت، وآل كارنجي، وآل دو بونت، وآل ميلون، وآل فوربس، وآل بوش إلى الكنيسة الأسقفية الأمريكية. كما أن بعض أفراد عائلة روكفلر التي تتبع الكنيسة المعمدانية، هم أعضاء في الكنيسة الأسقفية.
يُعتبر أتباع الكنيسة الأسقفية الطائفة المسيحية الأكثر تعلمًا وثراءً في الولايات المتحدة، ولدى الأسقفيون أعلى نسبة من الحاصلين على شهادة جامعية (76%)، وحوالي 35% منهم لديهم شهادات دراسات عليا، وما يزالون يُشكلون أيضًا جزء من النخبة الثرية والمتعلمة والسياسية في الولايات المتحدة. البروتستانت الأسقفيين يميلوا إلى أن يكونوا أكثر ثراء بكثير وأفضل تعليمًا من معظم الجماعات الدينية الأخرى في الولايات المتحدة، وفقًا لدراسة أجريت عام 2014 من قبل مركز بيو للأبحاث، صُنف الأسقفين كثالث أغنى مجموعة دينية في الولايات المتحدة، حيث يعيش 35% من الأسقفيين في أسر ذات دخل لا يقل عن 100,000 دولار. في السنوات الأخيرة، أصبحت الكنيسة أكثر تنوعًا من الناحية الاقتصادية والعرقية من خلال التبشير، واجتذبت العديد من المهاجرين من أصل أمريكية لاتينية والذين غالبًا ما يكونون من الطبقة العاملة.

## قائمة الرؤساء الأمريكيين المنتمين للكنيسة
- جورج واشنطن
- جيمس ماديسون
- جيمس مونرو
- وليام هنري هاريسون
- جون تايلر
- زكاري تايلور
- تشيستر ارثر
- فرانكلين بيرس
- فرانكلين روزفلت
- جيرالد فورد
- جورج بوش الاب